# Gary Jones (calciatore 1969)
Gary Jones (Huddersfield, 6 aprile 1969) è un ex calciatore inglese, di ruolo attaccante.

## Carriera
Dopo aver giocato nei semiprofessionisti del Rossington Main dal 1988 al 1990 gioca a livello professionistico con il Doncaster, con cui nell'arco di 2 stagioni totalizza complessivamente 20 presenze e 2 reti nella quarta divisione inglese. Successivamente veste le maglie di altri 2 club non-League, ovvero Kettering Town (nella stagione 1990-1991) e Boston Utd (dal 1991 al 1993), entrambi militanti in Football Conference (quinta divisione e più alto livello calcistico inglese al di fuori della Football League).
Nell'estate del 1993 Jones viene tesserato dal Southend Utd, club della seconda divisione inglese: dopo un breve periodo in prestito al Lincoln City in quarta divisione (4 presenze e 2 reti), gioca per 2 stagioni e mezza in seconda divisione, categoria in cui totalizza complessivamente 70 presenze e 16 reti. Nella parte conclusiva della stagione 1995-1996 viene ceduto al Notts County, club di terza divisione. L'anno seguente viene ceduto in prestito allo Scunthorpe Utd, sempre nella medesima categoria, ed in seguito fa ritorno al Notts County, nel frattempo retrocesso in quarta divisione, categoria in cui nella stagione 1997-1998 è capocannoniere e vincitore del campionato; trascorre quindi un'ulteriore stagione in terza divisione con le Magpies, che lascia nel corso della stagione 1998-1998 per accasarsi all'Hartlepool Utd, club di quarta divisione, categoria nella quale in seguito gioca fino al termine della stagione 2001-2002 con l'Halifax Town. Dopo 9 anni nei campionati della Football League (11 totali in carriera contando i 2 al Doncaster), con un bilancio totale di 343 presenze ed 80 reti, torna quindi a giocare con club non-League, quali Nuneaton Borough, Hucknall Town e Gainsborough Trinity. In seguito gioca per diverse altre stagioni a livello dilettantistico, ritirandosi definitivamente dall'attività agonistica solamente nel 2010, all'età di 41 anni.

## Palmarès

### Club

#### Competizioni nazionali
- Campionato inglese di quarta divisione: 1

Notts County: 1997-1998

#### Competizioni regionali
- Lincolnshire Senior Cup: 1

Gainsborough Trinity: 2002-2003

### Individuale
- Capocannoniere della quarta divisione inglese: 1

1997-1998 (28 reti)